# Wudu

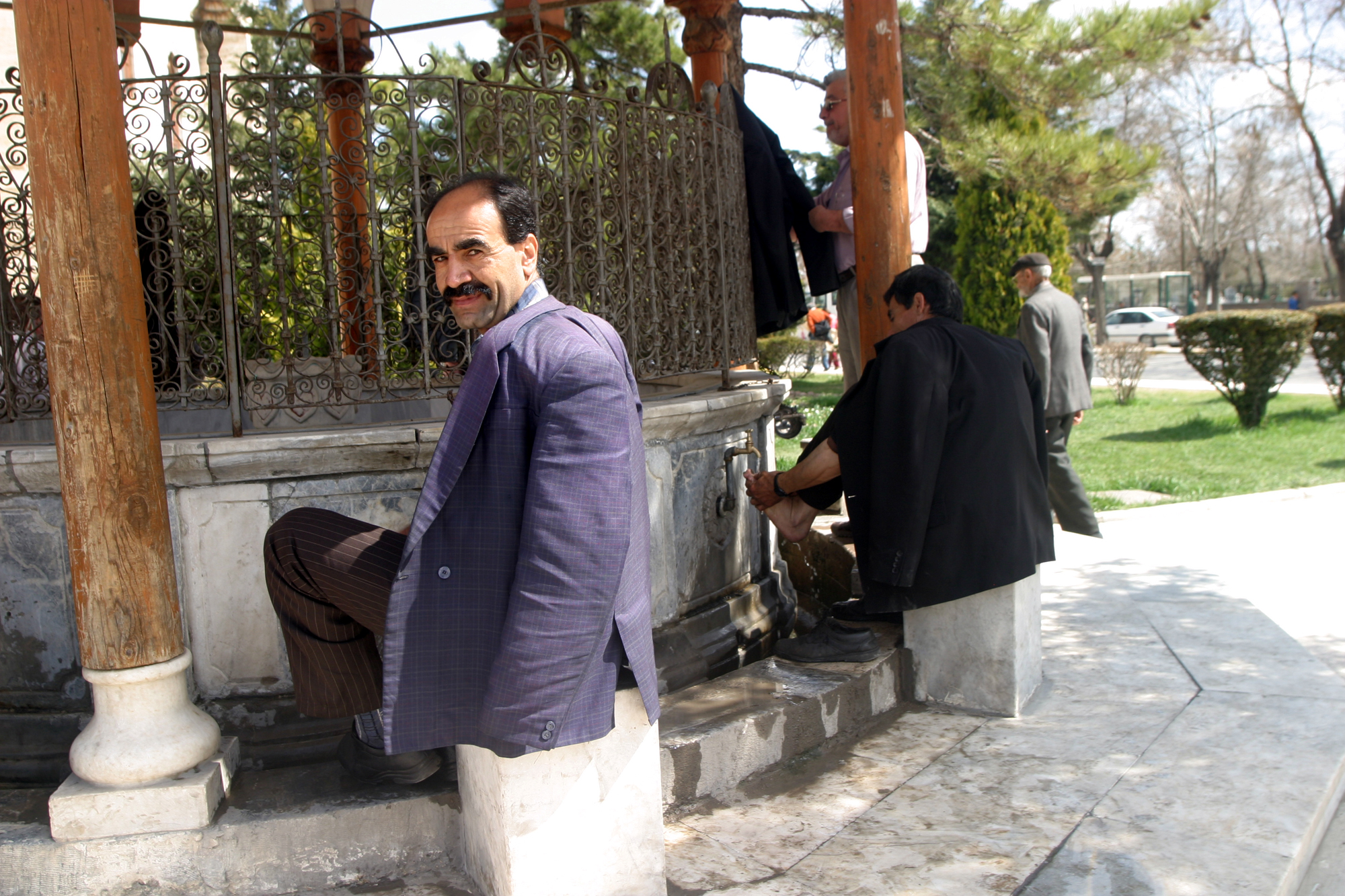
Hombres turcos lavándose antes de orar.

El Wudu o la Ablución (en árabe: الوضوء‎, romanizado: Al- WUDÛ) es un rito islámico que consiste en lavar el rostro, los brazos y las manos,  así como ungir la parte superior de la cabeza y los empeines de los pies, en la forma que se ha explicado en las fuentes islámicas. El Wudu es un acto recomendable en varias circunstancias, pero se convierte en obligatorio para realizar algunos actos religiosos, como el rezo y el Tawaf de la Kaaba.
Según las leyes prácticas del Islam, en algunas circunstancias hay que realizar el Gusl o el Tayammum en lugar del Wudu. Hay tres maneras para realizar el Wudu: el Wudu por etapas, el Wudu por inmersión (Irtimasi) y el Wudu sobre el vendaje (Yabirah).
El Corán explica en forma general la manera de realizar el Wudu, y sus detalles se han presentado en los Hadices islámicos. Los estudiosos de la ética islámica y los imames de los chiitas han hecho hincapié en la importancia de efectuar el Wudu en cualquier momento del día y la noche. Los musulmanes creen que con estas abluciones se purifican el cuerpo y el alma. Los persas preislámicos tan solo mojaban la mano y la pasaban tres veces por la cabeza y los pies.

## Significado
En árabe, la palabra "wudu" (وضو) se deriva de la raíz “وضء”, que significa pureza y limpieza. Wudu designa un acto de limpieza específico, definido como el empleo del agua para lavar determinadas partes del cuerpo (cara, manos, cabeza y pies) de un modo concreto.

## Los actos que requieren el Wudu
El Wudu es un acto recomendable, pero se convierte en obligatorio para ejecutar los siguientes actos: 
1. Para los rezos obligatorios, excepto el rezo Mayyet (fúnebre).
2. Para Tawaf de la Kaaba.
3. Para tocar la escritura del Sagrado Corán.

Los Hadices islámicos recomiendan realizar el Wudu antes de proceder a algunas acciones, como recitar el Corán, hacer súplicas, ir a una Mezquita y, según la opinión de los chiitas, también para visitar los Santuarios de los profetas del Islam y los imames.

## El Wudu en el Corán y en los hadices
La única aleya del Corán que fue revelada en relación con la ablución es la aleya 6 de la al-Ma’ida Archivado el 5 de julio de 2017 en Wayback Machine., donde se dice:
يَا أَيُّهَا الَّذِينَ آمَنُواْ إِذَا قُمْتُمْ إِلَى الصَّلاةِ فاغْسِلُواْ وُجُوهَكُمْ وَأَيْدِيَكُمْ إِلَى الْمَرَافِقِ وَامْسَحُواْ بِرُؤُوسِكُمْ وَأَرْجُلَكُمْ إِلَى الْكَعْبَينِ وَإِن كُنتُمْ جُنُبًا فَاطَّهَّرُواْ وَإِن كُنتُم مَّرْضَى أَوْ عَلَى سَفَرٍ أَوْ جَاء أَحَدٌ مَّنكُم مِّنَ الْغَائِطِ أَوْ لاَمَسْتُمُ النِّسَاء فَلَمْ تَجِدُواْ مَاء فَتَيَمَّمُواْ صَعِيدًا طَيِّبًا فَامْسَحُواْ بِوُجُوهِكُمْ وَأَيْدِيكُم مِّنْهُ مَا يُرِيدُ اللّهُ لِيَجْعَلَ عَلَيْكُم مِّنْ حَرَجٍ وَلَكِن يُرِيدُ لِيُطَهَّرَكُمْ وَلِيُتِمَّ نِعْمَتَهُ عَلَيْكُمْ لَعَلَّكُمْ تَشْكُرُونَ

“¡Oh, Creyentes! Cuando os pongáis en pie para la oración, lavad vuestra cara y vuestras manos incluyendo los codos y pasad la mano (húmeda) por vuestras cabezas y por vuestros pies hasta los empeines. Y, si estáis impuros, purificaos y si estáis enfermos o de viaje o alguno de vosotros viene de hacer sus necesidades o habéis mantenido relaciones con las mujeres y no encontráis agua, purificaos con tierra pura, pasando las manos con ella por vuestros rostros y por vuestras manos. Dios no desea imponeros una carga, sino que quiere que os purifiquéis y completar Su favor sobre vosotros para que así, quizás, agradezcáis.”
Corán 5:6.

## Virtudes delwudu
1. Causa del amor de Alá
Alá dijo: {…ciertamente Alá ama a los que se arrepienten y purifican.}[Corán 2:222]
2. Es una señal de los seguidores del profeta Mahoma
El Profeta, la paz y las bendiciones de Alá sean con él, dijo: “Mi nación llegará al Día de la Resurrección como los caballos con manchas de luz en la frente y las patas; así que quien pueda de vosotros extender sus manchas iluminadas, pues que lo haga” [Muttafaq ‘alaih]
3. Es expiación de los pecados y faltas
El Profeta, la paz y las bendiciones de Alá sean con él, dijo: “A quien hace bien el Wudu, le salen sus pecados de su cuerpo (junto con el agua) hasta de abajo de las uñas” [lo citó Muslim]
4. Eleva los grados de la gente
El Profeta, la paz y las bendiciones de Alá sean con él, dijo: “¿Les indico algo con lo que Alá borra los pecados y eleva con ello los grados de la gente?” Y le dijeron: “¡Claro que sí, Mensajero de Alá!” Y él les dijo: “Hacer bien el Wudu en las circunstancias difíciles [las circunstancias difíciles hacen más difícil y meritorio hacer un buen Rudu], acudir mucho a la mezquita y esperar allí entre un rezo y el siguiente. Ese es el Ribat (servicio permanente a la causa de Alá en las fronteras)” [lo citó Muslim]

## Tipos de Wudu
Hay tres tipos de Wudu:
1. El Wudu por etapas (Al-Tartibi)
2. El Wudu por inmersión (Al-irtimasi)
3. El Wudu sobre el vendaje (Yabirah).

### Método de realizar el wudu ordinal
El primer tipo de Wudu es el que se hace por etapas (Al-Tartibi):
Según los informes históricos, no ha habido desacuerdo entre los musulmanes sobre la manera de realizar el Wudu  hasta el final del Gobierno de 'Umar Ibn Jattab, el segundo Califa sunita, ya que durante el Gobierno de Uzman Ibn Affan es cuando surgieron desacuerdos sobre este tema. Según al-Muttaqi al-Hindi, Uzman fue quien hizo cambios en cuanto al Wudu.
Por lo tanto, los sunitas se lavan los pies en vez de pasar la mano húmeda sobre ellos. 
Al respecto, dice Ali Ibn Abi Talib: “Si la religión iba a estar de acuerdo con las opiniones personales de la gente, la unción de las plantas de los pies sería más necesaria que sobre el empeine del pie. Pero, yo vi que el Profeta realizó la unción sobre el empeine de sus pies.”

#### Forma de realizar el Wudu en el Sunismo

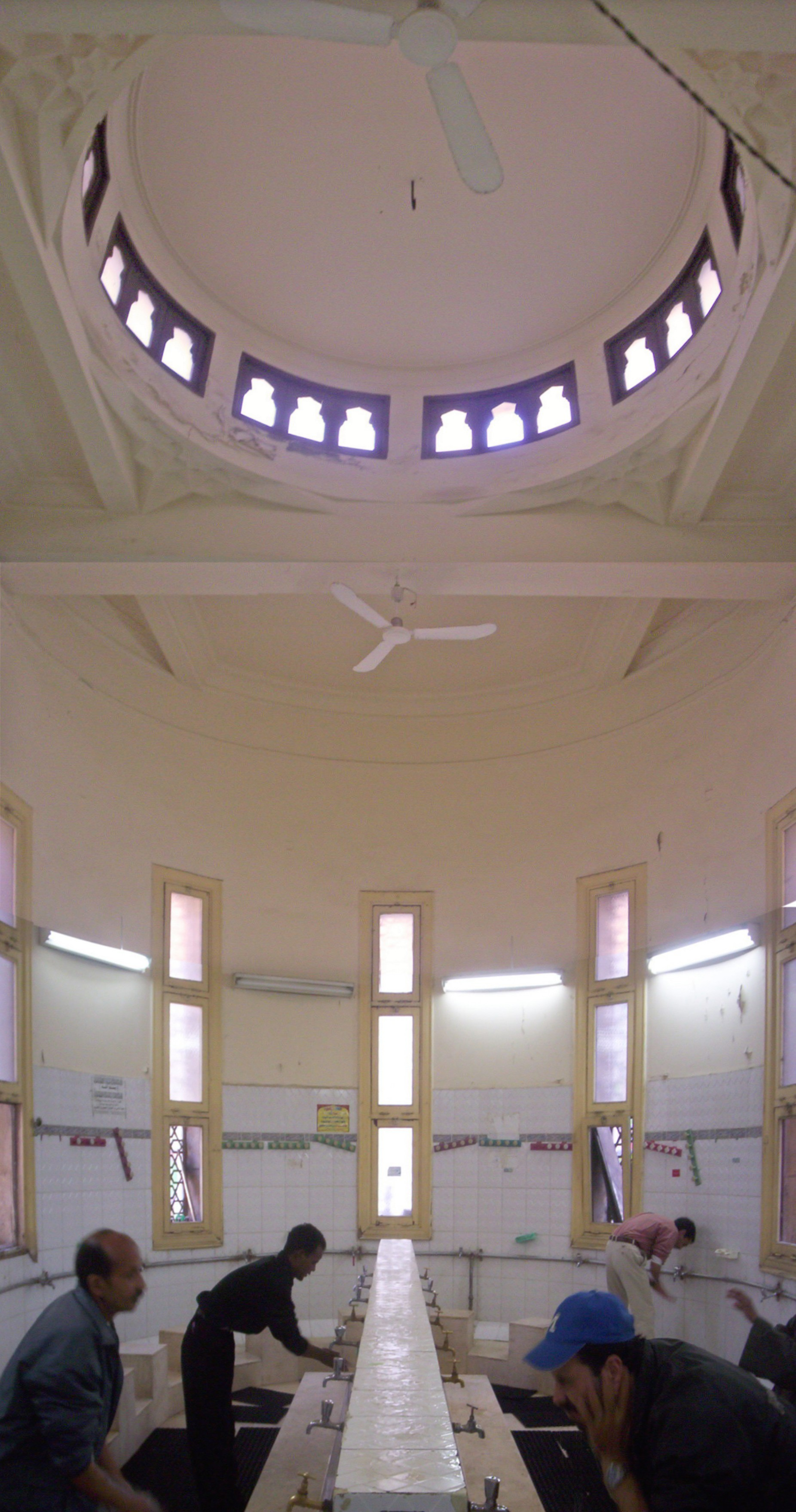
Qaed Ibrahim Mosque- La habitación para realizar el Wudu

1. Haz un Niyyah (intención) de realizar el lavado. Comience por el refrán:Bismillah Hirrahman Nirraheem (En nombre de Dios, el más Caritativo, el más Misericordioso)
2. Lave las manos hasta las muñecas tres veces.
3. Aclare la boca tres veces.
4. Huela con cuidado el agua en la nariz tres veces, haciéndolo volar cada vez usando la mano izquierda.
5. Lave la cara de la frente a la barbilla y de oreja a oreja tres veces.
6. Comenzando por el derecho, lave el brazo hasta el codo tres veces, luego repita para el brazo izquierdo.
7. Usando las manos mojadas, frótelas por encima de la cabeza empezando por la frente, limpiando hacia atrás.
8. Con los dedos mojados, limpie las orejas por adentro y por fuera.
9. Lave los pies hasta los tobillos, comenzando por el pie derecho.
10. Termine diciendo:

Ashadu an la ilah hah ill'Allahu wahda hula sharika lah, Wa ashadu ana Muhammadan ' ab duhu wa rasul
 (Declaro que ninguno tiene el derecho para ser adorado excepto Dios solo sin compañeros, y declaro que Mahoma es su esclavo y mensajero).

#### Forma de realizar el Wudu en el Chiismo

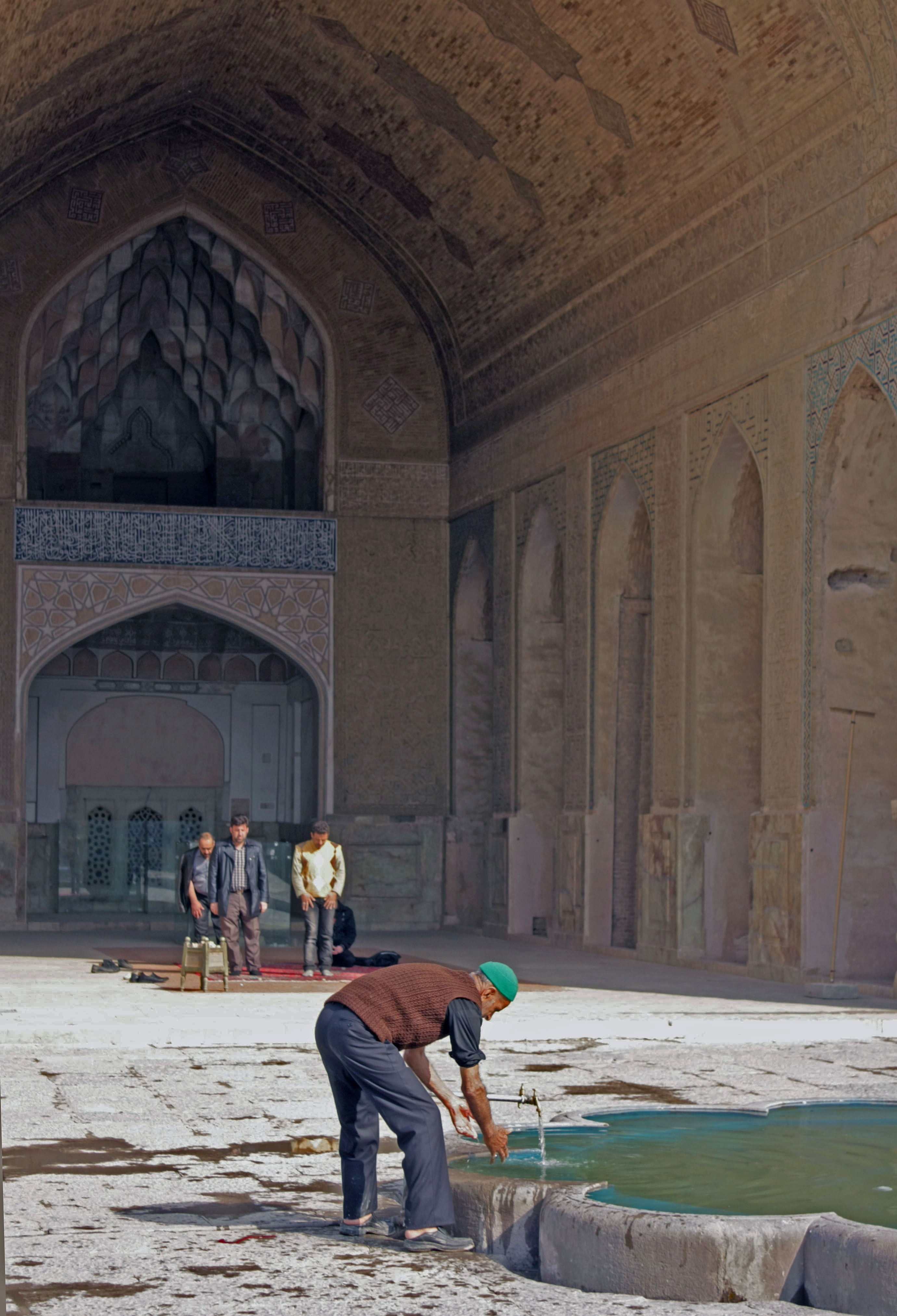
Wudu en la Mezquita Jameh de Isfahán, Irán.

El tipo más corriente es el Wudu por etapas, en el que la persona pone la intención (Niyyah) de realizar el Wudu para obedecer el mandato de Dios.
El lavado del rostro
Hay que lavar el rostro desde la parte superior de la frente, donde nace el cabello, hasta el fin del mentón, y el ancho del rostro se debe lavar en la medida de la mano abierta entre el dedo pulgar y el dedo mayor; si no se lava una parte pequeña de esto, el Wudu queda anulado, entonces es mejor lavarse alrededor de esta medida para tener la certeza de haber lavado toda la parte necesaria del rostro.
El lavado de los brazos y las manos
Después de lavar el rostro, se debe lavar el brazo derecho desde el codo hasta las puntas de los dedos de la mano; luego, se debe hacer lo mismo con el brazo izquierdo.
- Hay que lavar el rostro y los brazos desde arriba hacia abajo; el Wudu quedará anulado si lo hacemos desde abajo hacia arriba.
- Para obtener la certeza de que se ha lavado el codo, se debe lavar el brazo desde una posición más arriba del codo.
- En la ablución es obligatorio lavarse una vez el rostro y los brazos; se permite también lavarlos por segunda vez, pero está prohibido lavarlos por tercera vez o más veces.

La unción de la cabeza
Después de lavar los brazos y las manos, se debe untar la parte superior de la cabeza con la humedad que queda en la mano, y según la precaución obligatoria hay que hacerlo con la mano derecha, y es mejor untarla desde arriba hacia abajo. La posición de la unción es la parte superior y delantera de la cabeza; es recomendable realizarla con tres dedos a lo largo en la medida del tamaño de un dedo.
La unción de los pies
Luego de la unción de la cabeza hay que untar los pies; con la misma humedad que ha quedado en las manos se debe untar el empeine de los pies desde las puntas de los dedos hasta los tobillos; se debe untar el pie derecho con la  mano y luego se debe untar el pie izquierdo con la mano. La precaución obligatoria es untar el empeine de los pies hasta la unión del pie con el tobillo.
- Es recomendable untar los pies con toda la palma de la mano.[9]
- El lugar de la unción sobre el cual se unta debe estar seco, pero no hay problema si el lugar de la unción posee una insignificante humedad que no se note en comparación con la humedad de la mano; tampoco hay problema si las otras partes de la ablución (rostro y brazos) estuvieran mojadas.[2]

##### Prácticas recomendadas en el Wudu
- Estar en la dirección de la Quibla.[11]
- Cepillarse los dientes antes del Wudu.[12]
- El enjuague bucal y el enjuague nasal antes de realizar el Wudu.[11]
- Es recomendable que la cantidad del agua utilizada para la ablución no sea mayor de 750 gramos (aproximadamente tres vasos ordinarios).[12]
- Es recomendable dejar que el rostro y los brazos se sequen por sí mismos después del Wudu.
- Es recomendable recitar la Sura al-Qadr mientras se realiza el Wudu (siempre y cuando no sea en el baño).
- Recitar súplicas específicas del Wudu.[2]

### El Wudu por inmersión
El segundo tipo de Wudu es por inmersión (Al-irtimasi).
Para realizar el Wudu, es posible sumergir el rostro, los brazos y las manos en el agua (como un estanque) con la intención de realizar el Wudu, o poner la misma intención al sacarlos del agua.

### El Wudu sobre el vendaje (Yabirah)
El tercer tipo de Wudu es sobre el vendaje (Yabirah).
Si hubiera en el rostro o en las manos una herida, una ampolla o una fractura descubierta a la cual le perjudica el agua, es suficiente con lavar alrededor de ella en señal de Wudu; no obstante, si es posible, hay que pasar la mano húmeda sobre ella, y si no es posible, es recomendable poner una tela pura sobre la herida y pasar la mano húmeda por encima de ella. 
Si una o todas las partes del Wudu estuvieran cubiertas completamente por el vendaje, hay que realizar el Wudu sobre el vendaje y hacer también el Tayammum. Es de hacer notar que según las Fetuas de algunos Sabios Islámicos, es suficiente en este caso realizar el Tayammum en lugar del Wudu.

## Las condiciones del Wudu
1. El agua del Wudu debe ser pura.
2. El agua del Wudu debe ser absoluta (Mutlaq). (El Wudu con agua mezclada es inválido).
3. El agua del Wudu y el lugar donde se encuentra el agua deben ser lícitos.
4. El recipiente usado para el Wudu no debe ser de oro ni de plata.
5. Las partes del Wudu (cara, pies, manos) deben estar puros.
6. Debe haber suficiente tiempo para realizar el Wudu y el Rezo. (Si el tiempo es breve de modo que tras la realización del Wudu, no nos queda suficiente tiempo para realizar el Rezo en su propio horario, tenemos que realizar el Tayammum en lugar del Rezo, porque nos toma menos tiempo.)
7. Hay que realizar el Wudu con la intención del acercamiento a Dios.
8. Hay que observar el orden y las pautas del Wudu.
9. La persona debe realizar el Wudu por sí misma, sin la ayuda de los demás.
10. El uso del agua no debe ser perjudicial para la persona.
11. No debe haber ningún obstáculo que evite la llegada del agua a la piel.[9]

## Las cosas que anulan el Wudu
1. El acto de orinar.
2. La defecación.
3. La flatulencia.
4. El adormecimiento, de modo que la conciencia se encuentra dormida en el estado del sueño, donde los ojos no ven ni los oídos oyen. Sin embargo, el Wudu no se anula si los ojos no ven pero los oídos oyen.
5. Según la precaución obligatoria, todas las cosas que hacen perder la conciencia, tales como la embriaguez, el desmayo y la locura, anulan el Wudu.
6. La menstruación de la mujer.
7. Todos los actos que requieren el Gusl, como la eyaculación.[9]